# Jorge Ben Jor
Jorge Ben Jor (původním jménem Jorge Duílio Lima Menezes, * 22. března 1939) je brazilský hudebník, zpěvák, skladatel a jedna z nejvýznamnějších postav brazilské hudby. Vystupoval v minulosti také jako Ben Jor (psáno i dohromady jako Benjor).

## Život
Narodil se v Rio de Janeiru do rodiny brazilského skladatele a hudebníka a jeho ženy Sílvia Saint Ben Lima s etiopskými kořeny.

## Tvorba
Ben Jor se věnuje převážně skládání hudby ve stylu samba, jeho hudba má však také přesahy do žánrů jako soul, funk, bossa nova. Své první pandeiro (tamburínu) získal ve třinácti letech, poté vystupoval v karnevalových průvodech a skupinách (blocos), od osmnácti let začal vystupovat také v hudebních klubech a na večírcích. Podle kritika Roberta Christgaua byli společně s Gilberto GIlem ochotni zajít za hranice klasické samby a bosa novy a hledat nové rytmy a groove. Společně také nahráli v roce 1975 album Gil e Jorge. Ben Jor byl výrazně inspirován tvorbou João Gilberta, ačkoliv si později našel vlastní kombinaci vlivů a prvků.

V roce 1969 se přestěhoval do Sao Paola a vydal své přelomové album Jorge Ben a stal se součástí nového kulturního a politického hnutí spojené s brazilskou hudbou zvaného Tropicália. Jeho hudební vliv začal narůstat, když se stal častým hostem v televizních pořadech, jako například O Fino da Bossa nebo Jovem Guarda, či v brazilské televizi TV Tupi. V roce 1972 nahrál jednu ze svých nejslavnějších skladeb, Taj Mahal. V 70. letech vydal několik experimentálních alb, po kterých následovalo úspěšné album África Brasil (1976). V roce 1989 si změnil umělecké jméno na Ben Jor nebo Jorge Ben Jor, mimo jiné proto, aby se odlišil od amerického hudebníka George Bensona.
| „               | To album je poctou africkým rytmům, které do Brazílie dorazily a zakořenily zde. V celé severovýchodní Brazílii slyšíte rytmy, jako jsou forró, baião, xaxado. To vše pochází z Afriky. Všechno, naprosto všechno. Americké blues, americký funk, všechno... Ty rytmy sem pronikaly a mísily se s renesančními melodiemi knězů, varhan a chrámovou hudbou. Jak je tohle vůbec možné? Mix africké a renesanční hudby. Jsou to úžasné věci a já jsem jim chtěl albem África Brasil vzdát poctu. | “ |
| — Jorge Ben Jor | |   |

V roce 2002 se podílel na několika úspěšných kompilačních albech, roku 2005 byl nominován do síně slávy latinoamerické hudby. O rok později připomenula jeho úspěchy cover verze skladby Mas Que Nada, kterou pro reklamu společnosti Nike nahráli Sergio Mendes a skupina The Black Eyed Peas. Za svou kariéru natočil Jorge Ben Jor 30 alb, napsal přes 700 skladeb.

## Odkaz
Jorge Ben Jor je znám jako populární skladatel, který složil v roce 1963 také světově známou skladbu Mas Que Nada, jíž proslavili hudebníci jako Astrud Gilberto nebo Sergio Mendes. Jeho hudbu do repertoáru zařadili mimo jiné hudebníci jako Miriam Makeba, Caetano Veloso nebo Soulfly.

## Galerie

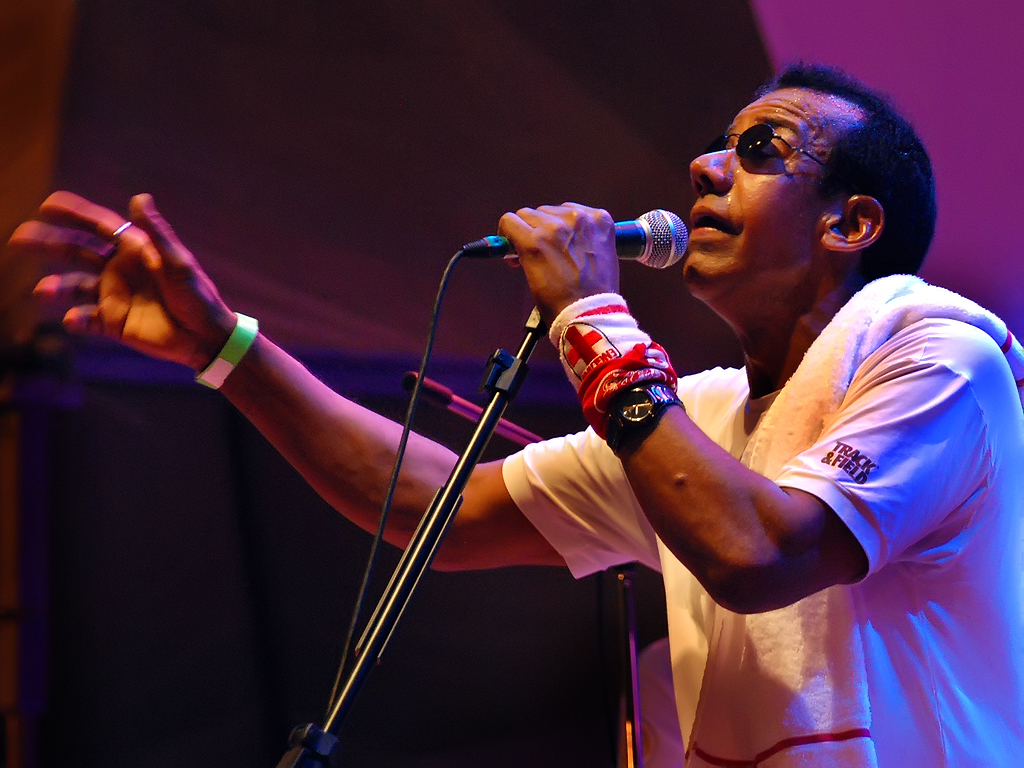
Jorge Ben Jor u mikrofonu
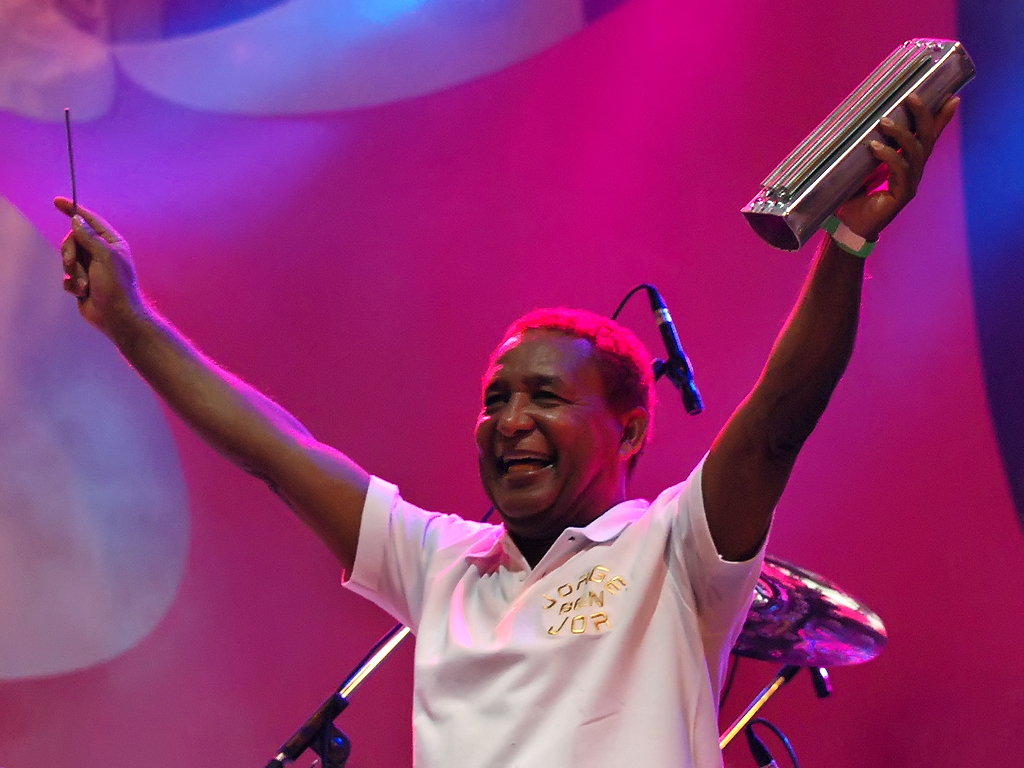
Ben Jor během vystoupení
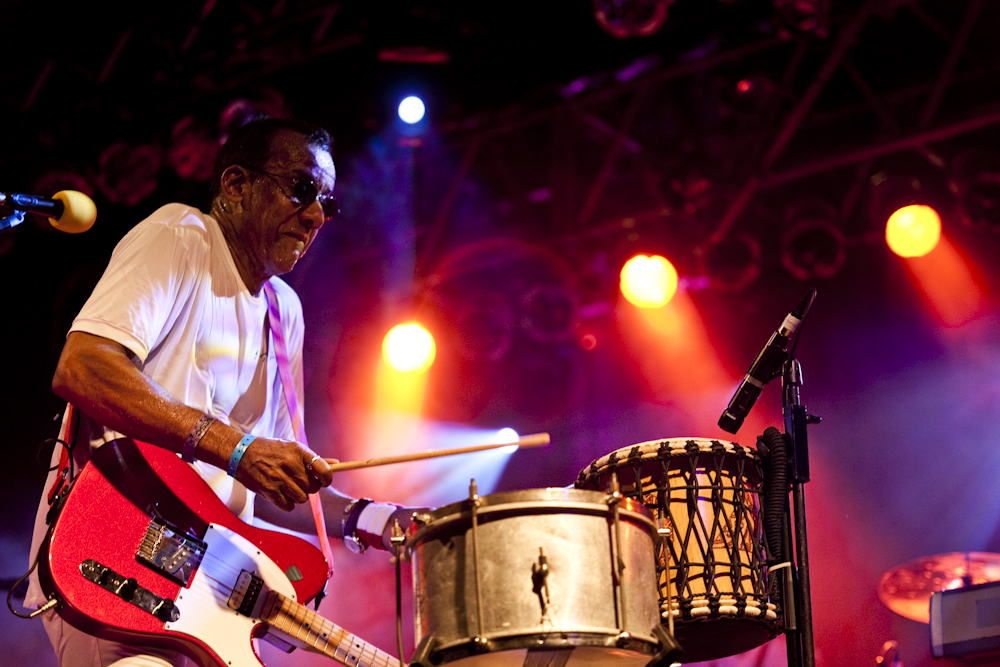
hra na bicí nástroje
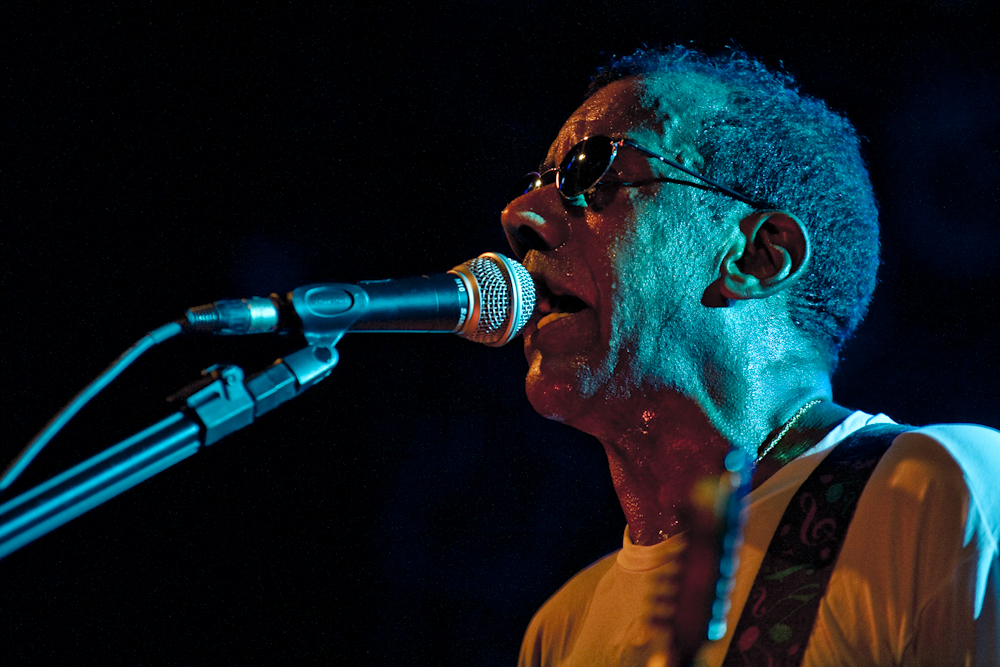
Vystoupení Jorge Ben Jora
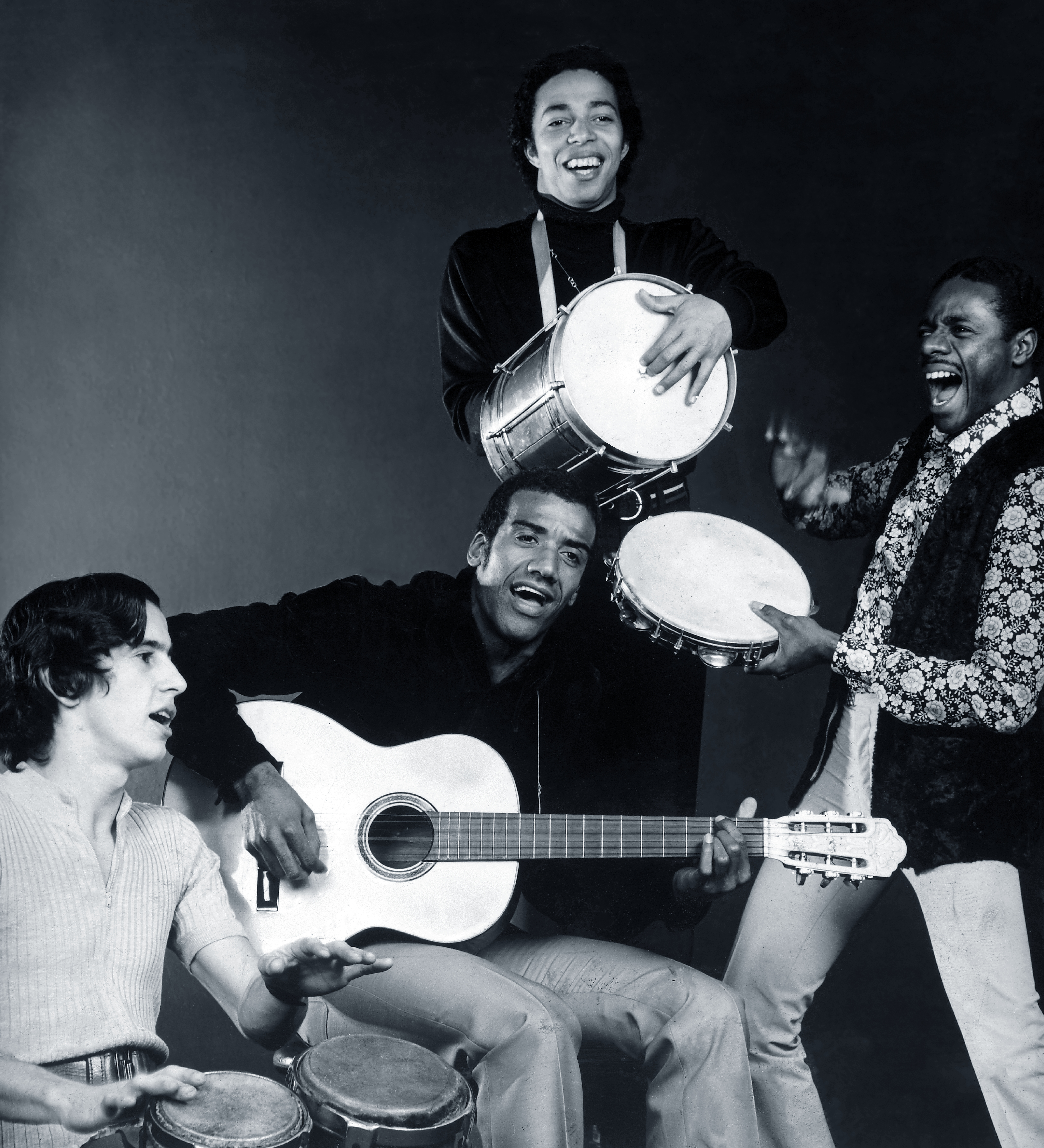
Jorge Ben Jor se skupinou v roce 1971
Ben Jor v roce 1972

## Diskografie
- 1963: Samba Esquema Novo
- 1964: Ben É Samba Bom
- 1964: Sacundin Ben Samba
- 1965: Big Ben
- 1967: O Bidú: Silêncio no Brooklin
- 1969: Jorge Ben
- 1970: Fôrça Bruta
- 1971: Negro É Lindo
- 1972: Ben
- 1973: 10 Anos Depois
- 1974: A Tábua de Esmeralda
- 1975: Solta o Pavão
- 1975: Jorge Ben à l'Olympia
- 1975: Gil e Jorge (with Gilberto Gil)
- 1976: África Brasil
- 1976: Samba Nova
- 1977: Tropical
- 1978: A Banda Do Zé Pretinho
- 1979: Salve Simpatia
- 1980: Alô, Alô, Como Vai?
- 1981: Bem Vinda Amizade
- 1983: Dadiva
- 1984: Sonsual
- 1986: Ben Brasil
- 1989: Ben Jor
- 1992: Live in Rio
- 1994: 23
- 1995: Homo sapiens
- 1997: Musicas Para Tocar Em Elevador
- 2000: Puro Suingue
- 2002: Acústico MTV – Double CD release, available jointly or separately, consisting of Admiral Jorge V and Banda do Zé Pretinho
- 2004: Reactivus Amor Est (Turba Philosophorum)
- 2006: Sou da Pesada (7 Samurai Afroraduno Remix)/A Joven Samba *(Klasick Remix)
- 2007: Recuerdos de Assunción 443
- 2008: Favourites: From Samba Esquema Novo 1963 – África Brasil 1976
- 2010: Salve Jorge! Inéditas e Raridades